# Kaaimaneilanden op de Olympische Zomerspelen 2008
De Kaaimaneilanden namen deel aan de Olympische Zomerspelen 2008 in Peking, China.
De Kaaimaneilanden debuteerden op de Zomerspelen in 1976 en deden in 2008 voor de achtste keer mee. Net als bij de zeven voorgaande deelnames wonnen de Kaaimaneilanden in 2008 geen medaille.

## Deelnemers en resultaten

### Atletiek
| Olympiër           | Discipline      | Resultaat | Prestatie                                                                                            |
| ------------------ | --------------- | --------- | --- |
| Ronald Forbes      | 110m horden (m) | 26e       | serie 3: 5de in 13,59 (NR) kwartfinale 4: 5de in 13,72                                               |
|                    |                 |           | |
| Cydonie Mothersill | 200m (v)        | 8e        | serie 2: 3de in 22,76 kwartfinale 1: 4de in 22,83 halve finale 2: 4de in 22,61 finale: 8ste in 22,68 |

### Zwemmen
| Olympiër      | Discipline           | Resultaat | Prestatie                |
| ------------- | -------------------- | --------- | ------------------------ |
| Shaune Fraser | 100m vrije slag (m)  | 36e       | serie 5: 4de in 49,56    |
| Shaune Fraser | 200m vrije slag (m)  | 26e       | serie 5: 5de in 1.48,60  |
| Brett Fraser  | 200m rugslag (m)     | 29e       | serie 1: 1ste in 2.01,17 |
| Shaune Fraser | 100m vlinderslag (m) | 51e       | serie 2: 1ste in 54,08   |

Afghanistan · Albanië · Algerije · Amerikaanse Maagdeneilanden · Amerikaans-Samoa · Andorra · Angola · Antigua en Barbuda · Argentinië · Armenië · Aruba · Australië · Azerbeidzjan · Bahama's · Bahrein · Bangladesh · Barbados · België · Belize · Benin · Bermuda · Bhutan · Bolivia · Bosnië en Herzegovina · Botswana · Brazilië · Britse Maagdeneilanden · Bulgarije · Burkina Faso · Burundi · Cambodja · Canada · Centraal-Afrikaanse Republiek · Chili · China · Chinees Taipei · Colombia · Comoren · Congo-Brazzaville · Congo-Kinshasa · Cookeilanden · Costa Rica · Cuba · Cyprus · Denemarken · Djibouti · Dominica · Dominicaanse Republiek · Duitsland · Ecuador · Egypte · El Salvador · Equatoriaal-Guinea · Eritrea · Estland · Ethiopië · Fiji · Filipijnen · Finland · Frankrijk · Gabon · Gambia · Georgië · Ghana · Grenada · Griekenland · Groot-Brittannië · Guam · Guatemala · Guinee · Guinee‑Bissau · Guyana · Haïti · Honduras · Hongarije · Hongkong · Ierland · IJsland · India · Indonesië · Irak · Iran · Israël · Italië · Ivoorkust · Jamaica · Japan · Jemen · Jordanië · Kaaimaneilanden · Kaapverdië · Kameroen · Kazachstan · Kenia · Kirgizië · Kiribati · Koeweit · Kroatië · Laos · Lesotho · Letland · Libanon · Liberia · Libië · Liechtenstein · Litouwen · Luxemburg · Macedonië · Madagaskar · Malawi · Malediven · Maleisië · Mali · Malta · Marshalleilanden · Marokko · Mauritanië · Mauritius · Mexico · Micronesië · Moldavië · Monaco · Mongolië · Montenegro · Mozambique · Myanmar · Namibië · Nauru · Nederland · Nederlandse Antillen · Nepal · Nicaragua · Nieuw-Zeeland · Niger · Nigeria · Noord-Korea · Noorwegen · Oeganda · Oekraïne · Oezbekistan · Oman · Oostenrijk · Oost‑Timor · Pakistan · Palau · Palestina · Panama · Papoea-Nieuw-Guinea · Paraguay · Peru · Polen · Portugal · Puerto Rico · Qatar · Roemenië · Rusland · Rwanda · Saint Kitts en Nevis · Saint Lucia · Saint Vincent en Grenadines · Salomonseilanden · Samoa · San Marino · Sao Tomé en Principe · Saoedi-Arabië · Senegal · Servië · Seychellen · Sierra Leone · Singapore · Slovenië · Slowakije · Soedan · Somalië · Spanje · Sri Lanka · Suriname · Swaziland · Syrië · Tadzjikistan · Tanzania · Thailand · Togo · Tonga · Trinidad en Tobago · Tsjaad · Tsjechië · Tunesië · Turkije · Turkmenistan · Tuvalu · Uruguay · Vanuatu · Venezuela · Verenigde Arabische Emiraten · Verenigde Staten · Vietnam · Wit-Rusland · Zambia · Zimbabwe · Zuid-Afrika · Zuid-Korea · Zweden · Zwitserland
Uitgesloten van deelname: Brunei